# 소금 (1985년 영화)
《소금》(Salt)은 북한에서 제작된 신상옥 감독의 1985년 영화이다. 최은희 등이 주연으로 출연하였다. 이 영화는 신 감독이 자신의 아내 최은희와 함께 북한에 납치된 이후 제작된 북한에서의 3번째 영화이다.

## 출연

### 주연
- 최은희

## 기타
- 원작자: 강경애

## 같이 보기
- 신상옥·최은희 납치 사건
- 엑스플로이테이션 영화
- 조선민주주의인민공화국의 영화 목록
- 조선민주주의인민공화국의 선전
- 소금과 빛